# الدوري الأوروغواياني لكرة القدم 1926
الدوري الأوروغواياني لكرة القدم 1926 (بالإسبانية: Torneo del Consejo Provisorio)‏ هو موسم من الدوري الأوروغواياني لكرة القدم. الذي يشرف على تنظيمه اتحاد أوروغواي لكرة القدم، وفاز فيه بنيارول.